# Iskat
Iskat (arab. اسقاط) – miejscowość w Syrii, w muhafazie Idlib. W 2004 roku liczyła 4535 mieszkańców.